# Offensive de Belgrade
Pour les articles homonymes, voir Bataille de Belgrade.
Campagne des Balkans,
Seconde Guerre mondiale
Batailles
- Invasion de l'Albanie
- Guerre italo-grecque
- Invasion de la Yougoslavie
- Opération Châtiment
- Bataille de Grèce
- Opération Abstention
- Bataille de Crète
- Campagne de la mer Noire

L’offensive de Belgrade (en serbo-croate : Beogradska ofenziva/ofanziva, Београдска офензива/офанзива; en russe : Белградская стратегическая наступательная операция, Belgradskaïa strateguitcheskaïa nastoupatel'naïa operatsiïa) est une opération militaire menée par l'Armée rouge et les Partisans de Yougoslavie du 14 septembre au 24 novembre 1944 qui aboutit à la libération de Belgrade, jusque-là alors tenue par les troupes de la Wehrmacht lors de la Seconde Guerre mondiale. Une fois Belgrade libérée, le 3e front ukrainien est redéployé en Hongrie afin de soutenir le 2e front ukrainien dans le cadre des préparatifs de l'offensive sur Budapest.

## Déroulement de l'offensive

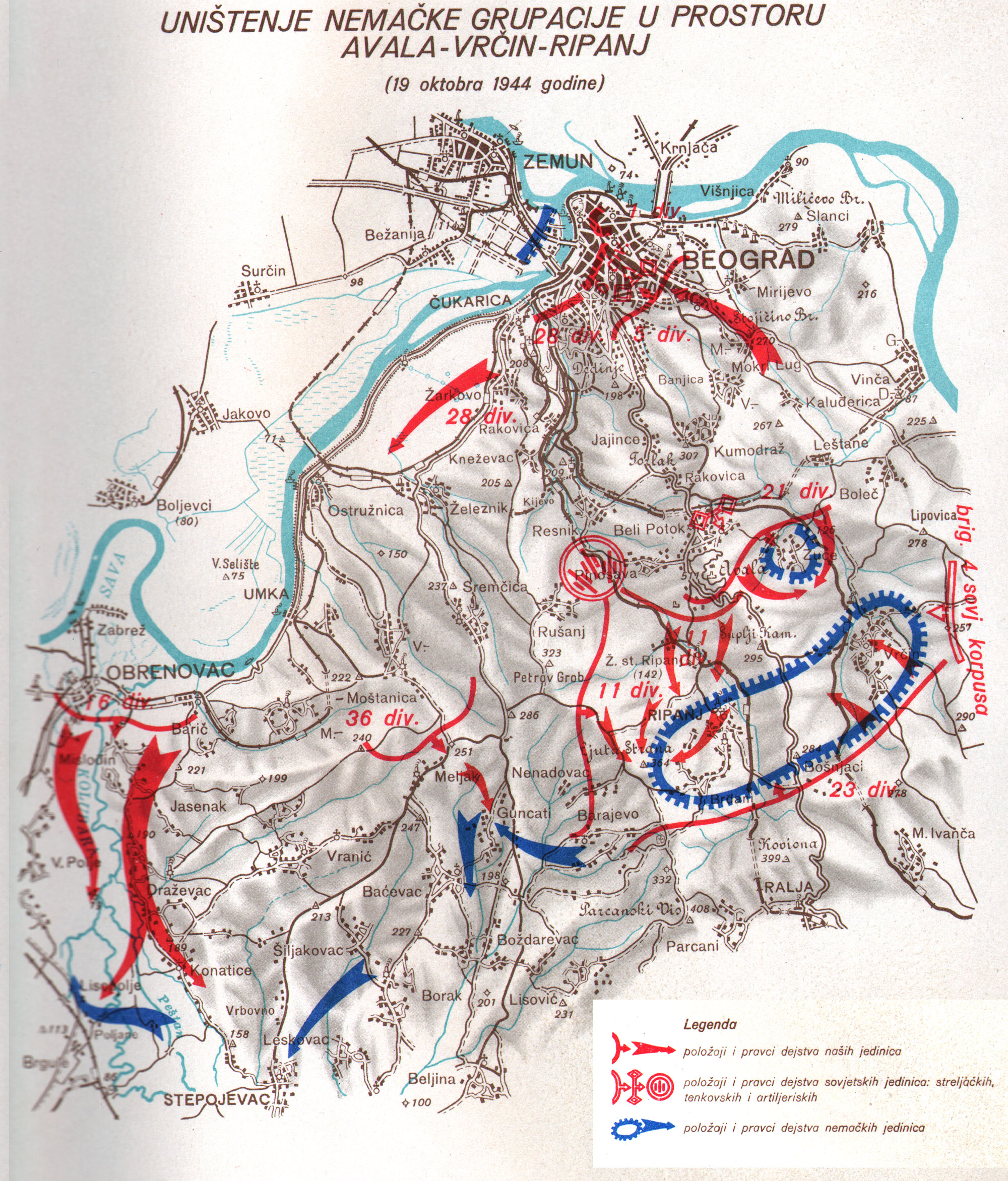
La bataille au 19 octobre 1944 guerre mondiale : une partie des forces allemandes sont encerclées au mont Avala (au sud-est de Belgrade), le reste se replie vers Zemun, au nord de la Save.

Le 14 septembre 1944, après le succès des contre-offensives soviétiques en Roumanie et en Bulgarie, le 1er Groupe d'Armée de partisans yougoslaves, le 3e front ukrainien (y compris la 2e armée bulgare nouvellement formée après la déclaration de guerre de la Bulgarie à l'Allemagne) et des éléments du 2e Front ukrainien attaquent les positions du Groupe d'armées E (Korpsgruppe « Schneckenburger » et « Stern »), renforcé par des Tchetniks et par la Garde nationale serbe, positionnés près de Belgrade. L'objectif principal était de détruire les forces de l'armée allemande dans les régions de Suva Planina et de Velika Morava afin de lancer un assaut sur Belgrade. Par ailleurs, l'offensive consistait à couper la retraite des forces allemandes d'Albanie et de Grèce, en coupant notamment le chemin de fer Salonique-Belgrade afin d'empêcher le Groupe d'Armées E de renforcer les troupes allemandes en Hongrie.
L'assaut sur Belgrade proprement dit débute le 14 octobre 1944. Appuyés par un important soutien aérien, les Soviétiques et Yougoslaves pénètrent dans la ville. Le 20, les Allemands sont encerclés entre Belgrade et Smederevo. Le 24 novembre, Belgrade et ses alentours sont déclarés sécurisés après d'âpres combats sur la Tisza (Danube) et pour le contrôle de Pančevo et de Kraljevo près de Belgrade. L'offensive stratégique sur Budapest pouvait commencer. Une médaille « Pour la libération de Belgrade » est créée par décret par le Præsidium du Soviet suprême le 19 juin 1945.

## Conséquences: le front de Syrmie

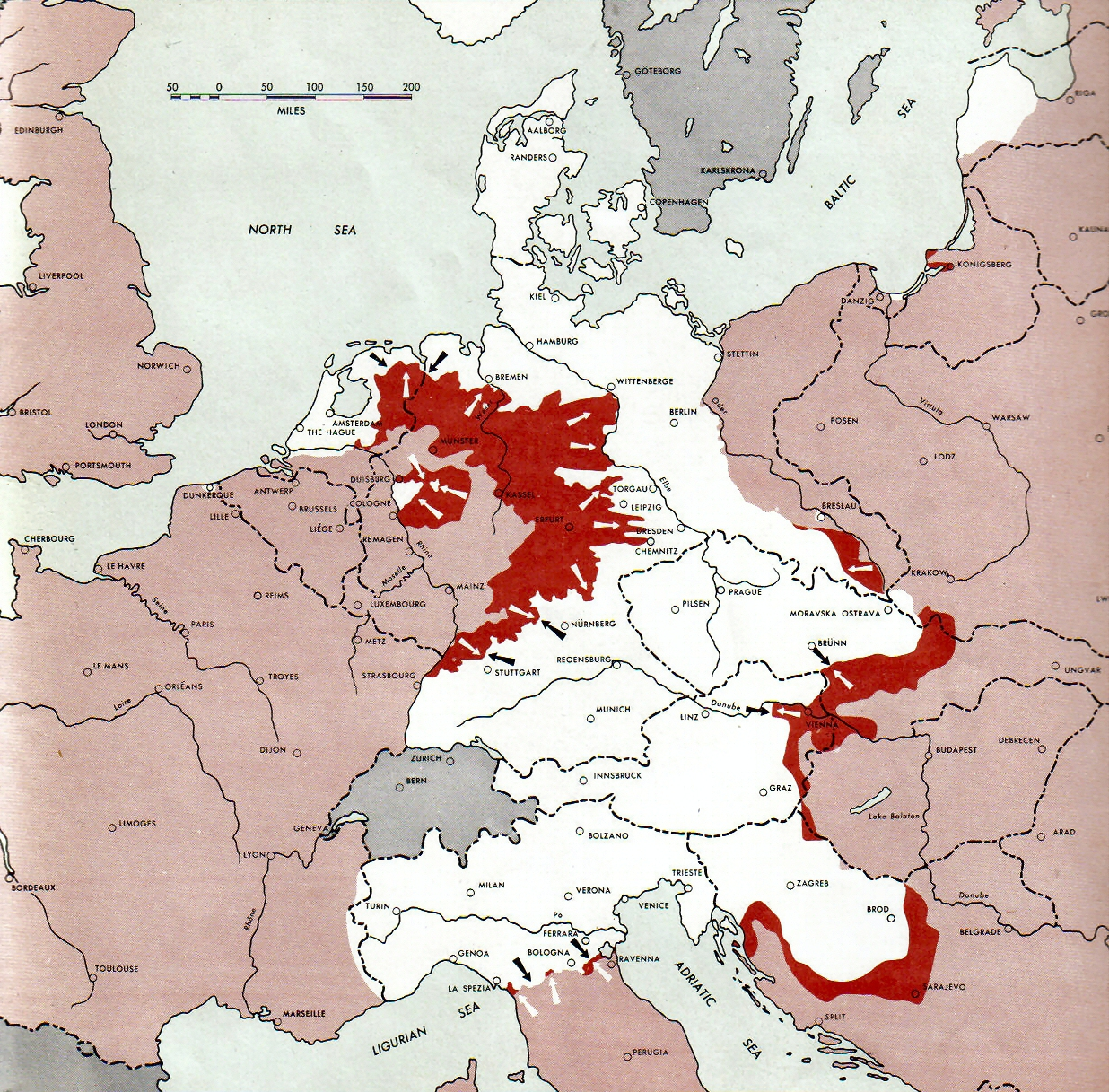
Le Front de l'Est en avril 1945 guerre mondiale : le front de Syrmie se trouve, dans les Balkans, au sud-est de la carte.

Les Allemands battent en retraite en Bosnie, en Macédoine, en Croatie, au Kosovo et en Slovénie. Le conflit en Yougoslavie touche à sa fin. C'est le front de Syrmie (en serbo-croate : Srijemski front, Сремски фронт). Les Allemands établissent une ligne de défense reposant sur des fortifications sur la Syrmie et dans l'est de la Slavonie, difficilement éventrée au mois d'avril 1945.

## Commémoration de la libération

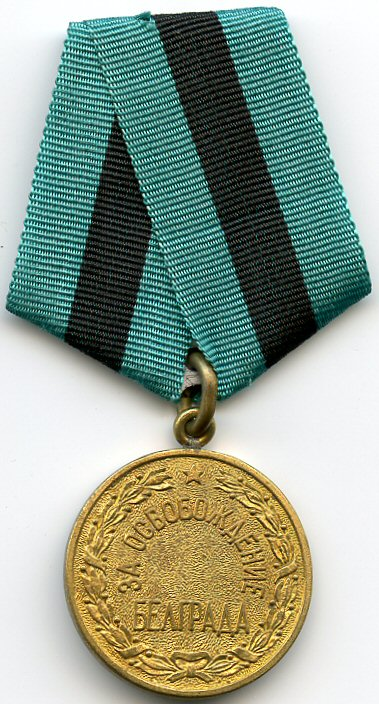
Médaille Pour la Libération de Belgrade, décernée à environ 70000 Soviétiques et personnels alliés ayant pris part à la libération de la ville.

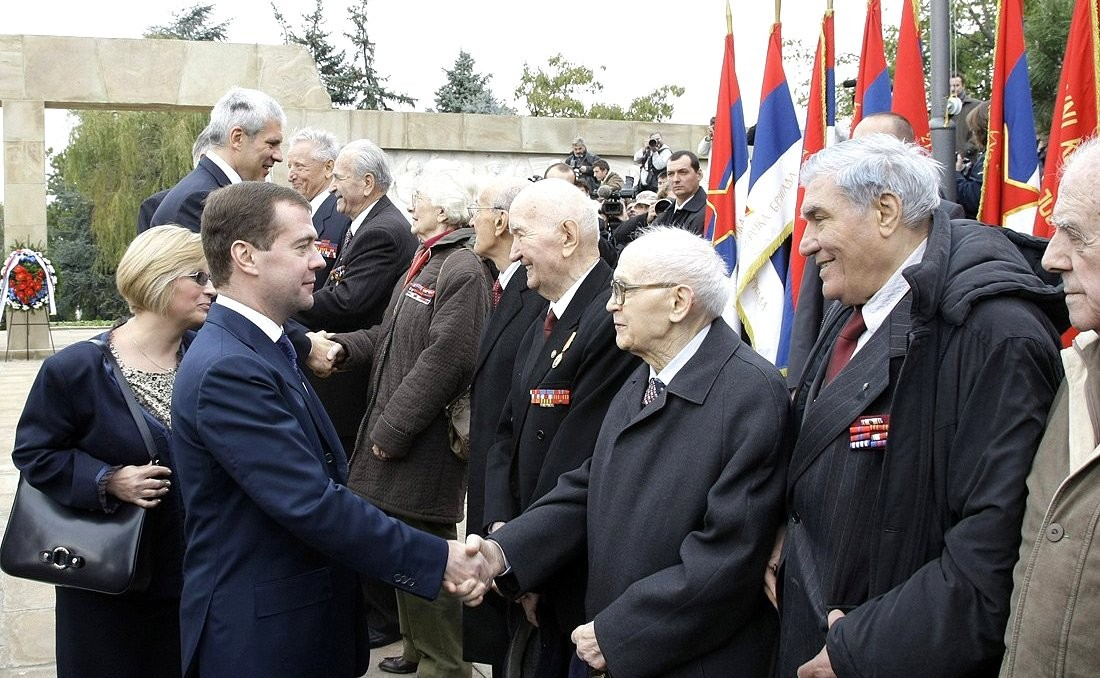
Le président russe Dmitri Medvedev avec des vétérans yougoslaves lors du de la libération de Belgrade (20 octobre 2009).

La libération de Belgrade est célébrée chaque année. Le 68e anniversaire de la libération a eu lieu le 20 octobre 2013.